# Кратил (діалог)
«Кратил, або про правильність імен» (дав.-гр. Κρατύλος ἢ περὶ ὀρθότητος ὀνομάτων) — один із діалогів Платона.
Розв'язувана Платоном проблема цього діалогу — чи можуть імена слугувати пізнанню речей. У діалозі «Кратил» беруть участь три співрозмовника: Сократ, Гермоген, як прибічник теорії умовного зв'язку між іменами й речами, і Кратил, як прихильник теорії про природний зв'язок.

## Композиція діалогу
- Вступ
- Критика теорії умовного походження імен, тобто суб'єктивізму в навчанні про мову
- Питання про правильність імен
- Критика релятивізму в навчанні про імена
- Гносеологічні висновки із запропонованої вище теорії імен

Платон висловлює думки щодо явищ звуконаслідування, деетимологізації, внутрішньої форми, існування в мові первинних (непохідних) та вторинних (похідних) слів, зв'язку між речами та поняттями про них, способів збагачення словника мови (запозичень, скорочень, словоскладань тощо) і т. д.